# FC Ostmark Wien
FC Ostmark Wien – austriacki klub piłkarski z wiedneńskiej dzielnicy Brigittenau działający w latach 1910-1925.

## Historia
Chronologia nazw:
- 1910: FC Ostmark Wien
- 1925: klub rozwiązano – po fuzji z SC Donaustadt

Klub futbolowy FC Ostmark Wien został założony w miejscowości Wiedeń w 1910 roku. Na początku istnienia grał w czwartej i trzeciej ligach mistrzostw Wiednia. Dopiero po zakończeniu pierwszej wojny światowej w sezonie 1918/19 wywalczył awans z 2. Klasse B do 2. Klasse A. W pierwszym sezonie na drugim poziomie był siódmym. W następnym sezonie 1920/21 roku wyprzedził o dwa punkty późniejszego partnera fuzji SC Donaustadt i zdobył historyczny awans do najwyższej ligi austriackiej. Jednak debiutowy sezon w 1. Klasse był nieudanym - po zajęciu ostatniej 13.pozycji spadł z powrotem do drugiej klasy. W następnym sezonie 1922/23 zdobył tytuł mistrza grupy Nord drugiej klasy i wrócił do 1. Klasse. Sezon 1923/24 zakończył na 11.miejscu i ponownie tak jak poprzednio spadł do II. Ligi. W sezonie 1924/25 uzyskał piątą lokatę. W sierpniu 1925 klub połączył się z SC Donaustadt tworząc Brigittenauer AC, po czym został całkowicie rozwiązany.

## Sukcesy

### Trofea międzynarodowe
Nie uczestniczył w rozgrywkach europejskich (stan na 31-05-2019).

### Trofea krajowe
| \| \| Zdobyte trofea w rozgrywkach Austrii (stan na: 31-05-2019) \| |                                                            |      |                         |
| Rozgrywki                                                           | Osiągnięcie                                                | Razy | Sezon(y)                |
| · Mistrzostwo                                                       | I miejsce                                                  | 0    |                         |
| · Mistrzostwo                                                       | II miejsce                                                 | 0    |                         |
| · Mistrzostwo                                                       | III miejsce                                                | 0    |                         |
| · Mistrzostwo                                                       | 11.miejsce                                                 | 1    | 1923/24                 |
| Puchar                                                              | zdobywca                                                   | 0    |                         |
| Puchar                                                              | finalista                                                  | 0    |                         |
| Puchar                                                              | 1/16 finału                                                | 1    | 1920/21                 |
| II liga                                                             | I miejsce                                                  | 2    | 1920/21, 1922/23 (Nord) |
| II liga                                                             | II miejsce                                                 | 0    |                         |
| II liga                                                             | III miejsce                                                | 0    |                         |
| Austria                                                             | Zdobyte trofea w rozgrywkach Austrii (stan na: 31-05-2019) |      |                         |

## Poszczególne sezony

### Rozgrywki międzynarodowe

#### Europejskie puchary
Nie uczestniczył w rozgrywkach europejskich.

### Rozgrywki krajowe
| \| Austria \| Bilans występów klubu w rozgrywkach piłkarskich Austrii (Stan na 31 maja 2019 r.) \| \| |                                                                                   |        |       |   |   |   |    |    |     |                             |        |        |      |
| Poziom                                                                                                | Rozgrywki                                                                         | Sezony | Mecze | Z | R | P | B+ | B– | Pkt | Lata                        | Awanse | Spadki | Naj. |
| I | Erste Klasse                                                                      | 2      |       |   |   |   |    |    |     | 1921/22, 1923/24            | 0      | 2      | 11   |
| II | 2. Klasse/ 2. Klasse Nord                                                         | 4      |       |   |   |   |    |    |     | 1919–1921, 1922/23, 1924/25 | 2      | 0      | 1    |
| III                                                                                                   | 2. Klasse B                                                                       | 6      |       |   |   |   |    |    |     | 1913–1919                   | 0      | 0      | ?    |
| | Puchar Austrii                                                                    | ?      |       |   |   |   |    |    |     | od 1917                     | 0      | 0      | 1/16 |
| Austria                                                                                               | Bilans występów klubu w rozgrywkach piłkarskich Austrii (Stan na 31 maja 2019 r.) |        |       |   |   |   |    |    |     |                             |        |        |      |

## Struktura klubu

### Stadion
Klub piłkarski rozgrywał swoje mecze domowe na stadionie Ostmark-Platz w Wiedniu, który może pomieścić 2 000 widzów.

### Inne sekcje
Klub prowadził drużyny dla dzieci i młodzieży w każdym wieku.

## Kibice i rywalizacja z innymi klubami

### Rywalizacja
Największymi rywalami klubu są inne zespoły z miasta.

### Derby
- SC Donaustadt
- SC Hakoah Wien
- SC Rot-Stern